# Госпожа Ким Чжи Ён, рождённая в 1982 году
«Госпожа Ким Чжи Ён, рождённая в 1982 году» (кор. 82년생 김지영) — роман корейской писательницы Чо Нам Джу. Бывший сценарист телевизионных программ, Чо написала его за два месяца, так как, по её словам, жизнь главной героини «Ким Чжи Ен не сильно отличается от той, которую я прожила. Вот почему я смогла написать так быстро, без особой подготовки». Опубликованный Minumsa в октябре 2016 года, роман был продан тиражом более 1 миллиона экземпляров по состоянию на 27 ноября 2018 года, став первым корейским романом, проданным тиражом в миллион экземпляров, после «Пожалуйста, позаботься о маме» Син Кёнсук в 2009 году.
Сюжет разворачивается вокруг домохозяйки, которая становится матерью и впоследствии страдает от депрессии. В центре внимания — повседневный сексизм, с которым сталкивается главная героиня с юности.

## Структура
Книга состоит из шести глав, каждая из которых повествует о разных этапах жизни Ким Джи Ен:
- Осень 2015 г.
- Детство, 1982–1994 гг.
- Юность, 1995–2000 гг.
- Начало взрослой жизни, 2001–2011 гг.
- Брак, 2012–2015 гг.
- 2016 г.

## Сюжет
Роман начинается с того, что молодая южнокорейская женщина сталкивается с необычной проблемой. Ким Джи Ен полностью выдает себя за других знакомых ей женщин и, похоже, не осознает этого. Её муж обеспокоен, и отвозит Ким на лечение к психиатру.
Повествование возвращается в прошлое и рассказывает историю жизни Ким, включая краткую историю семьи, рождение, подростковый период и взрослую жизнь. В книге описываются испытания, которые пришлось пережить героине с раннего детства. Также рассказывается о жизни других женщин, которых она знала. В романе показаны дискриминация и общественное осуждение, с которыми сталкивались женщины, их мысли и чувства о своей женственности.
Ким Джи Ен — вторая дочь в семье, где есть две дочери и сын, самый младший. Ключевой темой является  предпочтение, отдаваемое сыновьям в корейском обществе, что влияет даже на тех, кто лично не согласен с этим предрассудком. Мать Джи Ен испытывала давление со стороны родственников мужа, которые хотели, чтобы у неё родился сын, и поэтому продолжала рожать детей, пока у неё не родился сын. Она также молчаливо позволяет окружающим отдавать предпочтение своему сыну.
Джи Ен хорошо учится в школе, несмотря на притеснения со стороны брата. Сначала она мечтала стать журналисткой, но затем, во время учебы в колледже, её интересы сменились на маркетинг. Пока она изо всех сил пыталась найти работу по окончании колледжа, она всё больше и больше осознавала разницу в том, как поощряют, поддерживают и нанимают студентов-мужчин, даже менее квалифицированных чем она, в то время как ей и её однокурсницам удаётся получить даже менее важные должности. Работа становится для нее важной, и она находит женщину-наставницу среди ведущих специалистов, которая берет ее под свое крыло, чтобы сделать рабочее место для женщин комфортным.
После череды отношений Джи Ен выходит замуж. Многое в ее новом муже и их совместной жизни хорошо. Главная проблема заключается в том, что его семья оказывает на них большое давление, требуя родить сына, а ее муж не защищает её от их давления. После ссоры он извиняется и говорит, что заступится за нее. Джи Ен чувствует себя подавленной и боится, что они не смогут поддержать её карьеру и ребенка, не пренебрегая ребенком или не заставляя её уйти с работы. Позже она приходит к мысли родить ребенка и уйти с работы, но ее беспокоит отношение мужа.
Джи Ен беременеет, уходит с работы, переживает тяжелые роды, рожает дочь, решает быть домохозяйкой. Позже она терпит насмешки от молодых деловых мужчин, которые видят, как она осмеливается насладиться небольшим перерывом с ребенком в парке, и называют её нахлебницей, домохозяйкой, а врач отчитывает ее за то, что ей материнство дается легче, чем женщинам «его времени». Так происходит непосредственно перед тем, как у нее начинают проявляться симптомы психического заболевания.
Ближе к концу романа повествование переключается на точку зрения мужчины. Психиатр Ким Джи Ен  рассказывает, как размышления Джи Ен и её мужа повлияли на него. Он описывает свои взгляды на ее случай сочувственно, связывая её состояние с послеродовой депрессией.
Врач рассказывает о некоторых инцидентах, происходивших в его доме, включая стресс из-за плохого поведения сына и негодование жены из-за его частого отсутствия. Врач признает ее правоту, но не намерен измениться. Затем он рассказывает о случае, когда застает свою жену, гениального математика, ставшую домохозяйкой, за выполнением элементарных математических заданий ради развлечения. Впоследствии его сотрудница увольняется по беременности. По иронии судьбы, мужчина, который утверждает, что понимает Ким Джи Ен и сочувствует её тяжелому положению, отмечает, что ему придется нанять незамужнюю женщину, чтобы снова не столкнуться с подобными неудобствами.

## Феминистский роман
Чо Нам Джу намеревалась превратить роман в публичную дискуссию.
Я думала о персонаже Ким Джи Ен как о сосуде, содержащем переживания и эмоции, общие для каждой корейской женщины.
— Чо Нам Джу
Чо подчеркивает, что трудности корейских женщин необходимо обсуждать публично, а сексуальные домогательства и дискриминация, с которыми они сталкиваются, должны восприниматься серьезно. Персонаж Ким Джи Ен не полностью вымышленная личность, а основан на статистических данных, чтобы ее послание не было отклонено как выдуманный рассказ об опыте одной женщины. Чо собрала необходимые ей источники и закончила книгу за 2 месяца. Её желание вызвать публичную дискуссию сбылось. Книга стала международным бестселлером и в 2018 году стала частью феминистской кампании в Южной Корее: движений «Избеги корсета» (Escape the Corset), #MeToo и 4B. По словам Чо, корейские женщины по-прежнему подвергаются сексуальному насилию и неравенству, но не так часто, как раньше. С тех пор, как они начали протестовать, ситуация медленно меняется.

## Реакция
Книга привлекла внимание в начале 2017 года после того, как читатели опубликовали рецензии на неё в социальных сетях. В мае 2018 года после того, как лидер фракции Партии справедливости Ро Хвечхан подарил книгу президенту Мун Чжэ Ину с посланием: «Пожалуйста, примите книгу «Госпожа Ким Чжи Ен, рожденная в 1982 году»», продажи романа резко возросли. По состоянию на ноябрь 2018 года было продано более 1 миллиона экземпляров.
Несмотря на популярность романа и его актуальное послание о сексизме в Корее, споры всё равно возникли, когда участница группы Red Velvet Айрин во время встречи с фанатами  заявила, что она прочитала роман «Госпожа Ким Чжи Ен, рожденная в 1982 году». Фанаты-мужчины подвергли критике идола K-pop, сжигали и резали фотографии Айрин. 
В 2020 году роман вошел в лонг-лист Национальной книжной премии США за переводную литературу и французской премии Эмиля Гиме за азиатскую литературу (Emile Guimet Prize for Asian Literature). Среди знаменитостей, которые оценили книгу, были также: RM из BTS, Суён из Girls' Generation и Юи Ёкояма из AKB48.

## Экранизация
В 2019 году в Корее вышла экранизация романа — фильм под названием «Ким Джи Ён, 1982 года рождения». В главных ролях сыграли Чон Юми и Кон Ю .

### Комментарии
1. ↑  В оригинале главную героиню романа зовут Ким Джиён (кор. 김지영, Kim Jiyeong, Kim Chiyŏng, Ким Джиён, Ким Чжи Йɔнъ). На русском языке этот роман был выпущен под названием «Госпожа Ким Чжи Ен, рожденная в 1982 году», без точек над «ё». [1] Ким — это корейская фамилия, а Джиён — корейское женское имя.